# Gerda-Maria Jürgens

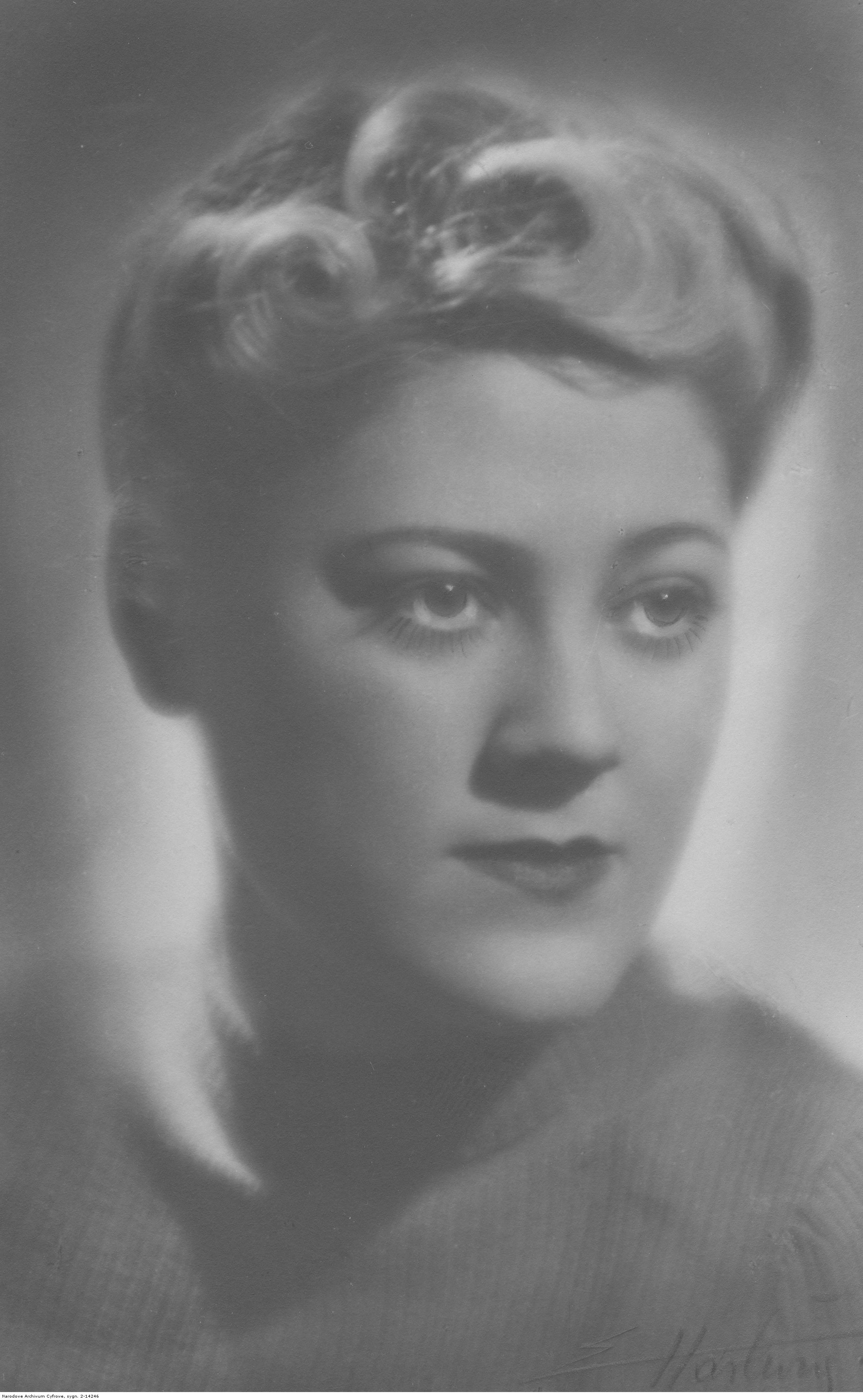
Gerda-Maria Jürgens, um 1952

Gerda-Maria Jürgens (* 10. Mai 1917 in Danzig; † 2. Dezember 1998) war eine deutsche Volksschauspielerin bei Bühne, Film und Fernsehen.

## Leben und Wirken
Jürgens begann ihre Bühnenlaufbahn 1940 in Berlin bei der Gastspieldirektion Pleß. 1941 folgte sie einem Ruf an das Stadttheater der deutsch-besetzten Stadt Lublin. Bis zur Schließung aller deutschen Bühnen im Spätsommer 1944 war sie am Mecklenburgischen Staatstheater Schwerin verpflichtet. Ihr erstes Nachkriegsengagement führte sie 1945 bis 1948 an das Theater der Jugend in Stuttgart. Es folgten Verpflichtungen nach Eisenach, Aachen, Düsseldorf und vor allem (regelmäßig seit 1954) Hamburg, wo man sie unter anderem am Das Junge Theater, am Theater im Zimmer und an Peter Ahrweilers Die kleine Komödie sehen konnte. Ihr Spezialgebiet war das Boulevardtheater, wo sie häufig als zänkische Kleinbürgerin, Nachbarin oder Ehefrau besetzt wurde.
Nebenbei begann Ende der 50er Jahre Film und besonders das Fernsehen an Bedeutung zu gewinnen. Bekannt geworden war Gerda-Maria Jürgens vor allem durch Übertragungen aus dem Kölner Millowitsch-Theater. Neben Auftritten in einer Vielzahl von Fernsehserien (Stahlnetz, Großstadtrevier oder neben Evelyn Hamann in Geschichten aus dem Leben und Adelheid und ihre Mörder) wirkte sie auch in einigen Fernsehspielen, darunter der Frau Holle-Märchenverfilmung von Rudolf Jugert oder Pole Poppenspäler mit. 1996 spielte sie eine kleine Rolle in Francesco Rosis ergreifendem Drama über heimkehrende KZ-Häftlinge Atempause.
Hörspielrollen hatte sie u. a. in Hui Buh – Das Schlossgespenst und Scotland Yard.

## Filmografie (Auswahl)
Fernsehen, wenn nicht anders angegeben
- 1952: Die Stimme des Anderen (Kino)
- 1952: Unter den tausend Laternen (Kino)
- 1958: Das Geld, das auf der Straße liegt
- 1958: Das Mädchen mit den Katzenaugen (Kino)
- 1959: Die Nacht vor der Premiere (Kino)
- 1959: Rosen für den Staatsanwalt (Kino)
- 1959: Buddenbrooks, zwei Teile (Kino)
- 1959: Nacht fiel über Gotenhafen (Kino)
- 1958–1964: Stahlnetz (sieben Episoden in diversen Rollen)
- 1961: Gestatten, mein Name ist Cox (Staffel 1, 13 Episoden)
- 1962: Leben des Galilei
- 1964: Polizeirevier Davidswache (Kino)
- 1964: Hafenpolizei (eine Folge)
- 1965: John Klings Abenteuer (eine Folge)
- 1965: Gestatten, mein Name ist Cox – Jedes Geschäft hat sein Risiko
- 1966: Cliff Dexter (eine Folge)
- 1966: Hinter diesen Mauern
- 1966: Intercontinental Express – Schwester Nanni
- 1966: Jan Himp und die kleine Brise
- 1967: Landarzt Dr. Brock
- 1968: Pole Poppenspäler
- 1968: Das Ferienschiff (TV-Serie)
- 1969: Ida Rogalski (TV-Serie)
- 1969: Dem Täter auf der Spur; Folge: Das Fenster zum Garten
- 1969: Auf der Reeperbahn nachts um halb eins
- 1970: Das Chamäleon
- 1970: Polizeifunk ruft (eine Folge)
- 1971: Dem Täter auf der Spur; Folge: Tod am Steuer
- 1972: Im Auftrag von Madame – Blüten von damals
- 1973: Die Kriminalerzählung (TV-Serie)
- 1973–1974: Hamburg Transit (zwei Folgen)
- 1974: Die Rache der Ostfriesen (Kino)
- 1976: Tatort; Folge: … und dann ist Zahltag
- 1976: Gesucht wird... – Susanne Hilbich
- 1977: Frau Holle
- 1980–1982: St. Pauli-Landungsbrücken (vier Folgen in diversen Rollen)
- 1981: Der Fuchs von Övelgönne – Lotse im Nebel
- 1982: Die Aufgabe des Dr. med. Graefe
- 1982: Ein Fall für zwei (eine Folge)
- 1983: Nordlichter: Geschichten zwischen Watt und Weltstadt (eine Folge)
- 1983: Wagen 106 (TV-Serie)
- 1984: Diese Drombuschs (eine Folge)
- 1985: Hallo Oma (TV-Serie)
- 1987: Das Erbe der Guldenburgs (TV-Serie)
- 1987: Der Landarzt (eine Folge)
- 1988: Kasse bitte (TV-Serie)
- 1989: Theatergarderobe laut DRA
- 1990: Tante Jutta aus Kalkutta
- 1991: Gefährliche Sehnsucht laut DRA
- 1992: Die Männer vom K3 (eine Folge)
- 1992: Mutter und Söhne
- 1993: Neues vom Süderhof (eine Folge)
- 1994: Kein Rezept für die Liebe
- 1993–1995: Evelyn Hamann – Geschichten aus dem Leben (zwei Folgen)
- 1993–1998: Großstadtrevier (fünf Folgen)
- 1996: Atempause (Kino)
- 1996–1998: Rosamunde Pilcher (TV-Adaptionen, zwei Folgen)
- 1997: Evelyn Hamanns Geschichten aus dem Leben – Wege zum Ruhm
- 1998: Heimatgeschichten (eine Folge)

## Hörspiele
- 1950: André Gide/Jean-Louis Barrault: Der Prozeß – Regie: Cläre Schimmel (Hörspiel – SDR)
- 1950: Die Landung – Regie: Cläre Schimmel
- 1956: Monsieur Job oder Was alles einem Menschen nicht gehört – Regie: Gert Westphal
- 1956: Das Gericht zieht sich zur Beratung zurück (Folge: Die Lokomotive in der Tasche) – Regie: Gerd Fricke
- 1956: Schloß am Meer – Regie: Kurt Reiss
- 1956: Der neue Mantel – Regie: Gert Westphal
- 1956: Unterm Birnbaum – Regie: Gert Westphal
- 1956: Der Spieler – Regie: Gert Westphal
- 1956: In einem Garten in Aviano – Regie: Gert Westphal
- 1957: Die Iden des März – Regie: Gert Westphal
- 1957: Der Mann, der nicht schlafen konnte – Regie: Hans Rosenhauer
- 1957: Wieviel Erde braucht der Mensch – Regie: Gustav Burmester
- 1958: Ein Blinder geht durch die Stadt – Regie: Kurt Reiss
- 1958: Die Jagd nach dem Täter (Die Dame mit dem grünen Schleier) – Regie: S. O. Wagner
- 1958: Die sieben Tage der Anna Pauly – Regie: Wolfgang Schwade
- 1958: Spaziergang in die Vergangenheit (Erinnerung an einen Feiertag/Rückreise) – Regie: Fritz Schröder-Jahn
- 1958: Die Rückreise – Regie: Fritz Schröder-Jahn
- 1959: Der Prozess der Jeanne d’Arc zu Rouen 1431 – Regie: Hans Lietzau
- 1959: Die Karaffe – Regie: Kurt Reiss
- 1959: Alle inbegriffen – Regie: Wolfgang Schwade
- 1960: Die Jagd nach dem Täter (Panik in Pearson) – Regie: Gerda von Uslar
- 1960: Die Jagd nach dem Täter (Totentanz in g-moll) – Regie: Gustav Burmester
- 1960: Die Bittgänger – Regie: Gustav Burmester
- 1961: Das schweigende Dorf – Regie: Fritz Schröder-Jahn
- 1961: Die Jagd nach dem Täter (Der zertrümmerte Aschenbecher) – Regie: S. O. Wagner
- 1965: Diamanten machen Freude – Regie: Harald Vock
- 1967: Klavier im Fluß – Regie: Gert Westphal
- 1984: Tapetenwechsel – Regie: Gottfried von Einem
- 1986–1989 Scotland Yard Hörspiel – Regie: Lothar Ziebell und Hans Joachim Herwald
- 1992: Tödliche Therapie – Regie: Ferdinand Ludwig